# Petita Ayarza
Petita Ayarza (Ailigandí, 10 de enero de 1965) es una líder política panameña y empresaria indígena. En las elecciones generales en Panamá de 2019 se convirtió en la primera mujer guna en presentarse para un cargo como diputada y ser electa en la Asamblea Nacional de Panamá.

## Biografía
Nació en localidad de Río Sidra, ubicada en el corregimiento de Ailigandí el 10 de enero de 1965. El nombre de Petita, se lo pusieron en alusión a la ex primera dama Petita Saa de Robles, esposa del presidente Marco Aurelio Robles.
Posee una licenciatura en Recursos Humanos y un grado de Técnico en Turismo Ecológico. Se ha desempeñado como empresaria en el área de turismo en la Comarca Guna Yala y es líder de un grupo de 28 islas que trabajan en el turismo.

## Carrera política
Petita Ayarza ha militado en el Partido Revolucionario Democrático por más de 20 años, donde asumió posiciones de liderazgo como delegada del partido, presidenta de Área de Organización por medio de elección y presidenta del colectivo de este partido en la comarca. Ha sido la primera mujer en ocupar estos cargos dentro de su partido en la Comarca Guna Yala.
En su discurso político aboga por los derechos de los pueblos indígenas y en especial por el empoderamiento de las mujeres de la etnia Guna.

## Elecciones generales de Panamá de 2019
Ayarza fue la primera mujer guna en ser presentada como candidata a un puesto legislativo, por el Partido Revolucionario Democrático (PRD) para el circuito 10-1, el cual incluye los distritos de Ailigandí, Madugandí y Narganá.  En las elecciones generales en Panamá de 2019 resultó elegida con 3725 (38.77 %) votos, de un total de 10 141 votantes, según datos del Tribunal Electoral.